# 참교육
참교육은 2026년에 방송 예정인 드라마이다.

## 출연진
- 김무열 : 나화진 역
- 진기주 : 임한림 역
- 표지훈 : 봉근대 역
- 이성민 : 최강석 역

## 참고 사항
- 드라마가 같은 세계관으로 묶이지는 않지만 같은 블루스트링 원작 웹툰을 기반으로 각색한 스터디그룹 실사화가 청소년 관람불가 등급인 것에서 감안할 때, 같은 장르 유사한 분위기를 가지고 있는 이 드라마 역시 청소년 관람불가 등급이 될 것으로 보인다.